# Estació de Vallfogona de Balaguer
Vallfogona de Balaguer és una estació de ferrocarril de FGC situada al nord-oest de la població de Vallfogona de Balaguer, a la comarca de la Noguera. L'estació es troba a la línia Lleida - la Pobla de Segur per on circulen trens de les línies RL1 i RL2, amb destinació Balaguer i la Pobla de Segur respectivament.
Aquesta estació va entrar en servei l'any 1924 quan es va obrir el tram entre Lleida i Balaguer. Segons el Pla Territorial de l'Alt Pirineu i Aran el tram entre Lleida i Balaguer té la consideració de «servei regional d'aportació a la xarxa d'altes prestacions amb potencial de xarxa de rodalia de Lleida», en contraposició al tram prepirinenc de consideració regional «que dona servei a una població quantitativament modesta i a una demanda de mobilitat obligada molt feble». Actualment aquest baixador és una parada facultativa, que cal sol·licitar al cap de tren per tal que el comboi hi pari.
L'any 2016 va registrar l'entrada de menys de 1.000 passatgers.

## Serveis ferroviaris
| Línia Lleida - la Pobla de Segur de FGC |         |                   |          |                        |          |
| Procedència/Destinació                  | <       | Línia             | >        | Procedència/Destinació |          |
| Lleida Pirineus                         | Térmens |                   | Balaguer | Balaguer               | Balaguer |
| Lleida Pirineus                         | Térmens | La Pobla de Segur | Balaguer |                        |          |

## L'edifici de l'estació
L'edifici de l'antiga estació de ferrocarril es troba al nord-oest del nucli, a l'esquerra de l'única via (en direcció a Balaguer) i s'hi accedeix per un camí adjacent a la dreta de l'actual carrer de l'estació (que mena a l'andana amb marquesina que actualment fa el servei de baixador) un cop passat el pas a nivell.
Consisteix en un edifici de planta rectangular amb planta baixa, pis i golfes, amb teulada a doble vessant en sentit longitudinal. Està construït amb maó vermellós, recobert amb estuc pintat a partir de la meitat de la planta baixa fins a la cornisa prèvia a la teulada, excepte les cantonades i els marcs de les obertures, en que el maó va vist. Les façanes són d'aspecte homogeni, amb quatre obertures (originalment portes, avui semitapiades per esdevenir finestres) a la planta baixa de les façanes llargues i una a les curtes. Tant les portes com les finestres són d'arc rebaixat fets de maó, dels anomenats 'de plec de llibre'. Els marcs d'aquestes obertures apareixen decorats a partir de la disposició tridimensional dels maons: Al centre dels arcs, un engruiximent de maons dibuixa una mena de dovella clau, sobresortint del pla base, i sobre els arcs, una disposició alternada de maons sobresortits i maons sobre el pla, creen l'efecte de tractar-se de dentells d'un fris. La planta baixa i la superior estan separades a les façanes per un fris continu que alterna maons disposats horitzontalment amb maons disposats de través. Les finestres de la planta superior (en gran part paral·leles a les obertures de la planta baixa) també són d'arc rebaixat però sense els volums dels de la planta baixa. Els ampits però, es disposen amb una superposició de tres filades de maó i una de rajola vidrada. Entre les façanes i la teulada es torna a produir un joc de volums a la disposició imaginativa dels maons de manera que es crea una cornisa sobre un fris de maons disposats verticalment sobre una base de maons disposats horitzontalment. A les façanes curtes, la teulada a doble vessant deixa lloc a sengles frontons decorats amb el mateix motiu que la cornisa. En el centre de cada frontó, corresponent a les golfes, hi ha una finestra decorada de la manera anàloga a les de la primera planta. Aquesta disposició no estructural de maons crea un efecte estètic que de lluny dona a l'edifici un aspecte clàssic però que de prop es veu immers en una sòbria però imaginativa estètica modernista.
Actualment l'edifici fa la funció d'habitatge i se n'ha desmuntat el primitiu cartell de ferro de gust modernista que indicava el nom de la població.